# Ян из Рабштейна
Ян из Рабштейна (чеш. Jan z Rabstejna) (1437—1473) — чешский писатель-гуманист эпохи гуситов. Писал на латинском языке.

## Жизнь
Степень доктора получил в Болонье. По возвращении в Прагу некоторое время был доверенным лицом, советником и адвокатом гуситского короля Йиржи из Подебрад. За свою службу был возведен в дворяне в 1463. Был среди посланников Йиржи к папе Павлу II.

## «Диалоги»
Ян из Рабштейна считается первым чешским гуманистом, который своими трудами создал предпосылку для расцвета латинского гуманизма в землях Чехии.
Его самая известная работа — «Диалоги», один из выдающихся образцов гуманистической латыни. «Диалоги» посвящены актуальным событиям политической борьбы. В этом труде, написанном как спор четырёх шляхтичей, автор осуждает тех католических дворян, которые выступали с оружием в руках против короля Йиржи.
Будучи сам католиком, Ян из Рабштейна высказывался за веротерпимость, призывал к отказу от мелочных интересов в пользу общенациональных и выражал свои симпатии королю-утраквисту.